# Liste der Monuments historiques in La Barre-de-Monts
Die Liste der Monuments historiques in La Barre-de-Monts führt die Monuments historiques in der französischen Gemeinde La Barre-de-Monts auf.

## Liste der Bauwerke
| Bezeichnung                           | Beschreibung                     | Standort                        | Kennzeichnung | Schutzstatus   | Datum     | Bild           |
| ------------------------------------- | -------------------------------- | ------------------------------- | ------------- | -------------- | --------- | -------------- |
| Phare de Fromentine                   | Erbaut Ende des 19. Jahrhunderts | (Lage)                          | PA85000044    | Inscrit Classé | 2011 2012 |                |
| Ouvrages d'art du canal de la Taillée | Erbaut im 17./18. Jahrhundert    | 29, chemin de Beaumanoir (Lage) | PA00110033    | Inscrit        | 1988      | weitere Bilder |